# Anyang

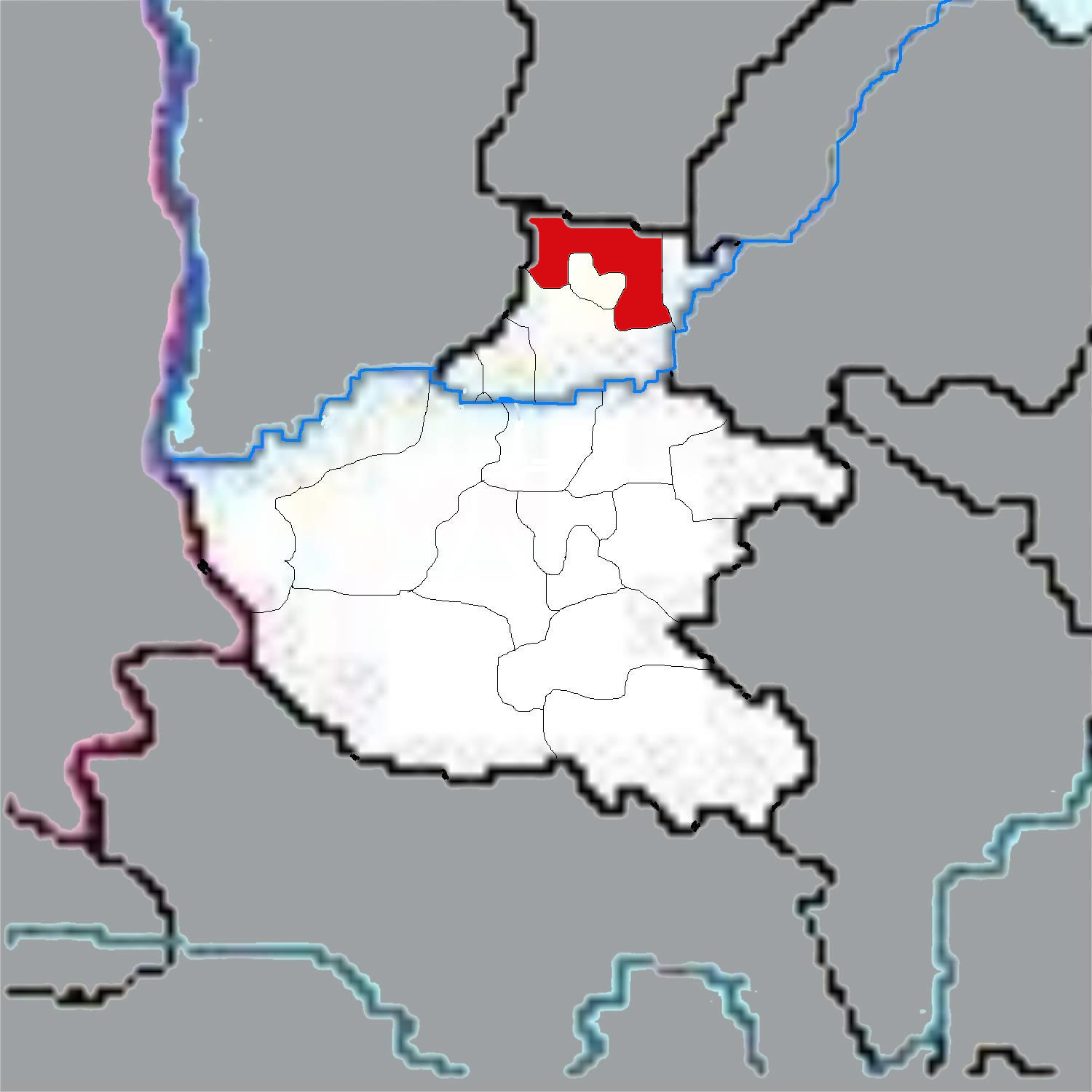
Anyang na Honã

Anyang é uma cidade da província de Honã, na China. Localiza-se no norte da província. Tem cerca de 5 172 834 habitantes(2010).  Foi capital da dinastia Shang, entre 1600 e 1050 a.C.[carece de fontes?]